# (5010) Amenemhêt
(5010) Amenemhêt es un asteroide perteneciente al cinturón de asteroides, descubierto el 24 de septiembre de 1960 por Cornelis Johannes van Houten en conjunto a su esposa también astrónoma Ingrid van Houten-Groeneveld y el astrónomo Tom Gehrels desde el Observatorio del Monte Palomar, Estados Unidos.

## Designación y nombre
Designado provisionalmente como 4594 P-L. Fue nombrado Amenemhêt en honor faraón egipcio Amenemhat III hijo de Sesostris III. Reguló el oasis Fajum, convirtiéndolo en rica tierra agrícola. Construyó un inmenso templo que Herodotus visitó más adelante y llamó el laberinto.

## Características orbitales
Amenemhêt está situado a una distancia media del Sol de 2,714 ua, pudiendo alejarse hasta 3,269 ua y acercarse hasta 2,160 ua. Su excentricidad es 0,204 y la inclinación orbital 14,66 grados. Emplea 1633 días en completar una órbita alrededor del Sol.

## Características físicas
La magnitud absoluta de Amenemhêt es 12,5. Está asignado al tipo espectral S según la clasificación SMASSII.